# گروه آسی
گروه آسی (انگلیسی: ASE Group) شرکت الکترونیک تایوانی است، که در سال ۱۹۸۴ توسط جیسون چانگ تأسیس شد.